# Negishis galoppbana

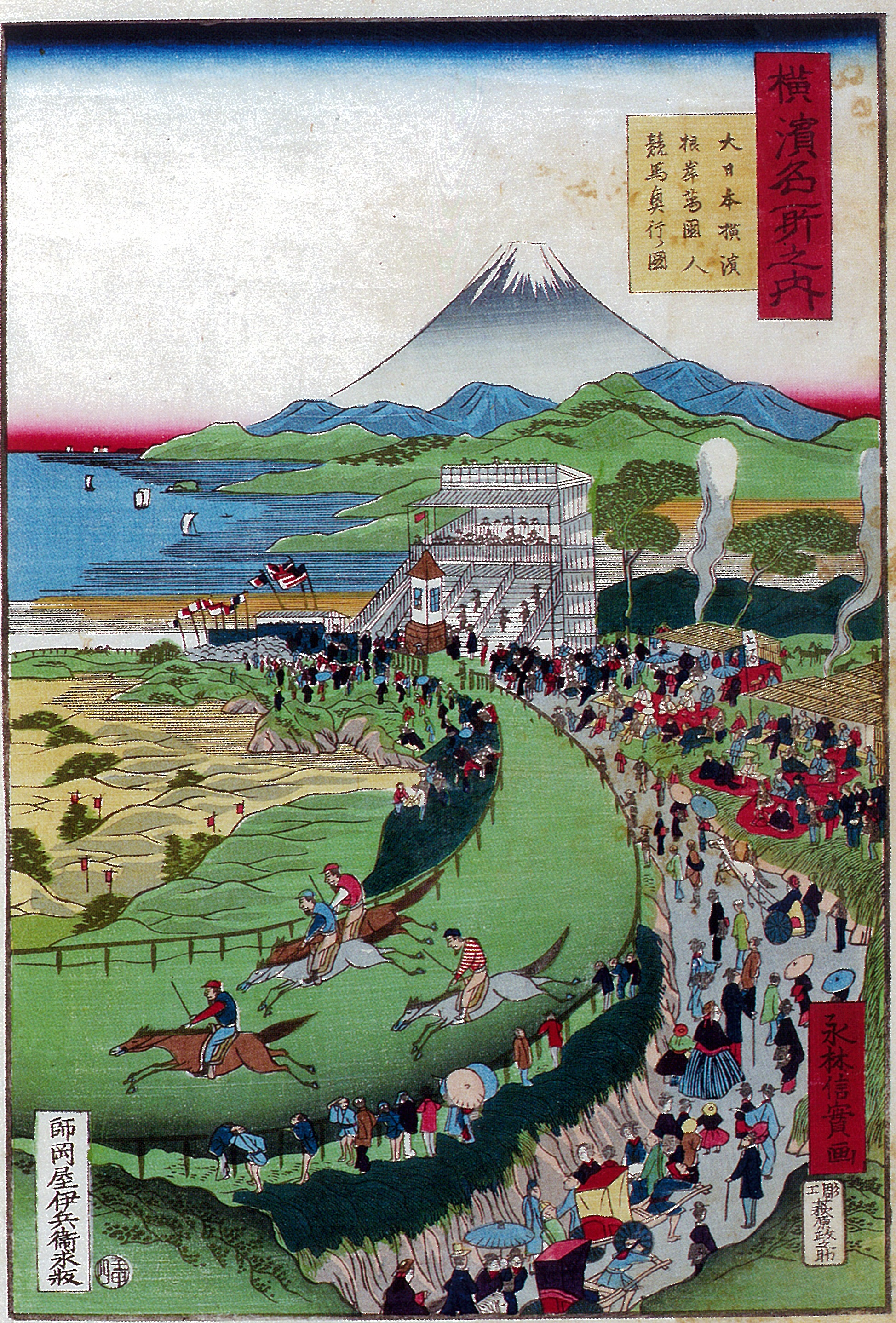
Negishis galoppbana avbildad 1872, med berget Fuji i fonden.

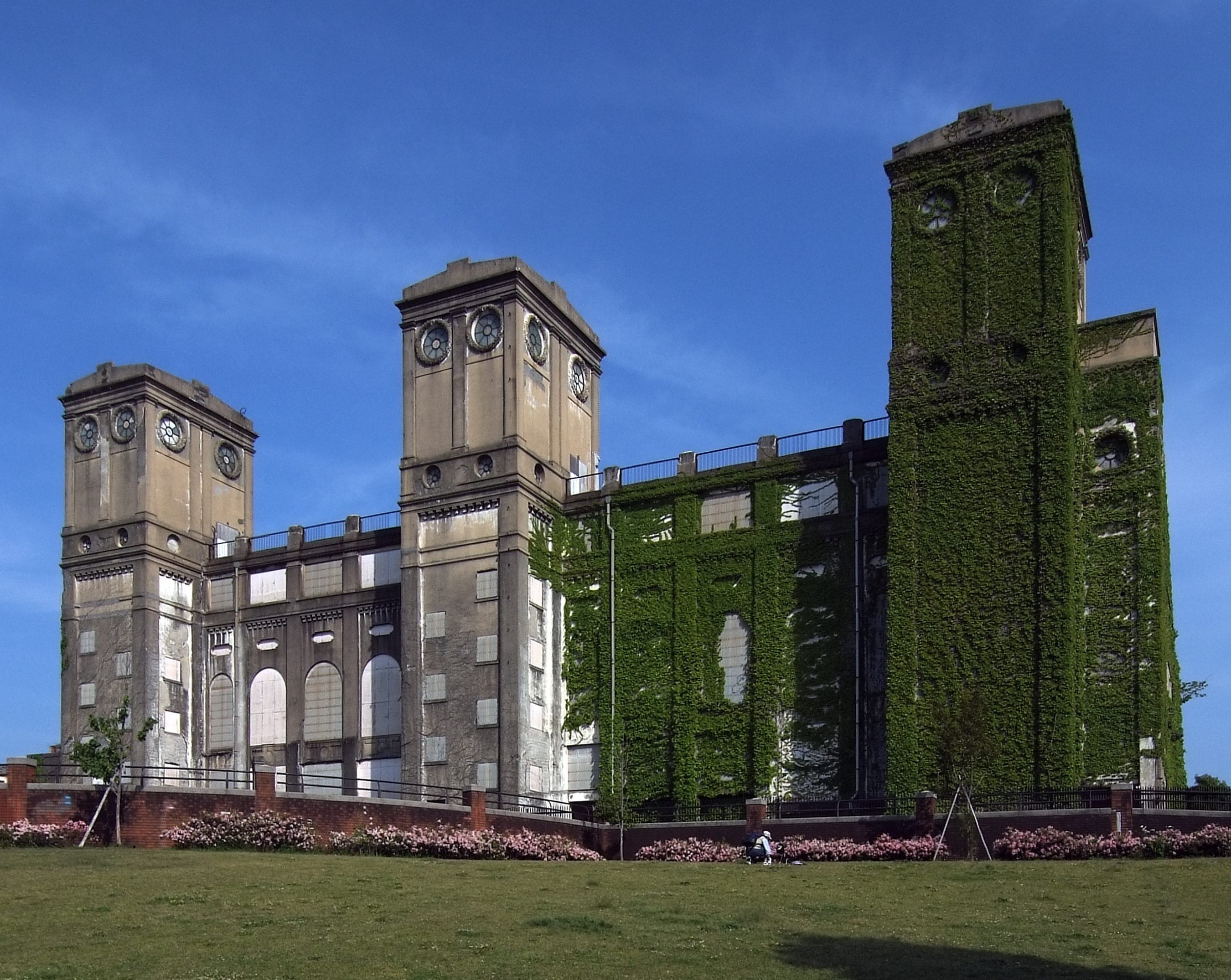
Huvudbyggnaden på före detta Negishis galoppbana, numera husruiner och landmärken.

Negishis galoppbana (lokalt känd som Yokohama keibajō, 横浜競馬場, Yokohamas hästkapplöpningsbana) var en hästkapplöpningsbana förlagd till utkanten av Yamate, i den japanska fördragshamnen Yokohama. Den var den första särskilt anlagda hästkapplöpningsbanan av europeiskt snitt i Japan. Anläggningen användes för galopptävlingar mellan 1866 och 1942.

## Historia
Färdigställandet av Negishis galoppbana 1866 innebar att den första permanenta anläggningen för hästkapplöpningar etablerats Yokohama, åtta år efter att staden öppnats för internationell handel. Banan ersatte en tillfällig anläggning vid den utländska bosättningen i staden, där de första hästkapplöpningarna gått av stapeln 1862.
Banan var ursprungligen tänkt som en nöjesanläggning för den utländska bosättningen i Yokohama. Den blev dock snabbt populär även bland japanerna, och kejsaren Meiji besökte galoppbanan vid 14 olika tillfällen.
Efter 1923 års stora jordbävning lades banan till stor del i ruiner. Huvudläktaren återuppbyggdes 1929 efter en design från den amerikanske arkitekten Jay Morgan.
Hästkapplöpningar fortsatte att arrangeras vid Negishis galoppbana fram till 1942. Under andra världskriget rekvisitionerade den japanska militären delar av anläggningen, som långt senare omvandlades till en offentlig park (根岸森林公園, Negishi Shinrin Kōen, 'Negishis skogspark'), bostäder för amerikanska flottans personal och ett hästsportsmusuem.
Den till stor del skogbevuxna Negishiparken har än idag till största delen en oval inramning av stadsbebyggelse, motsvarande den före detta galoppbanans bandragning.

## Bildgalleri

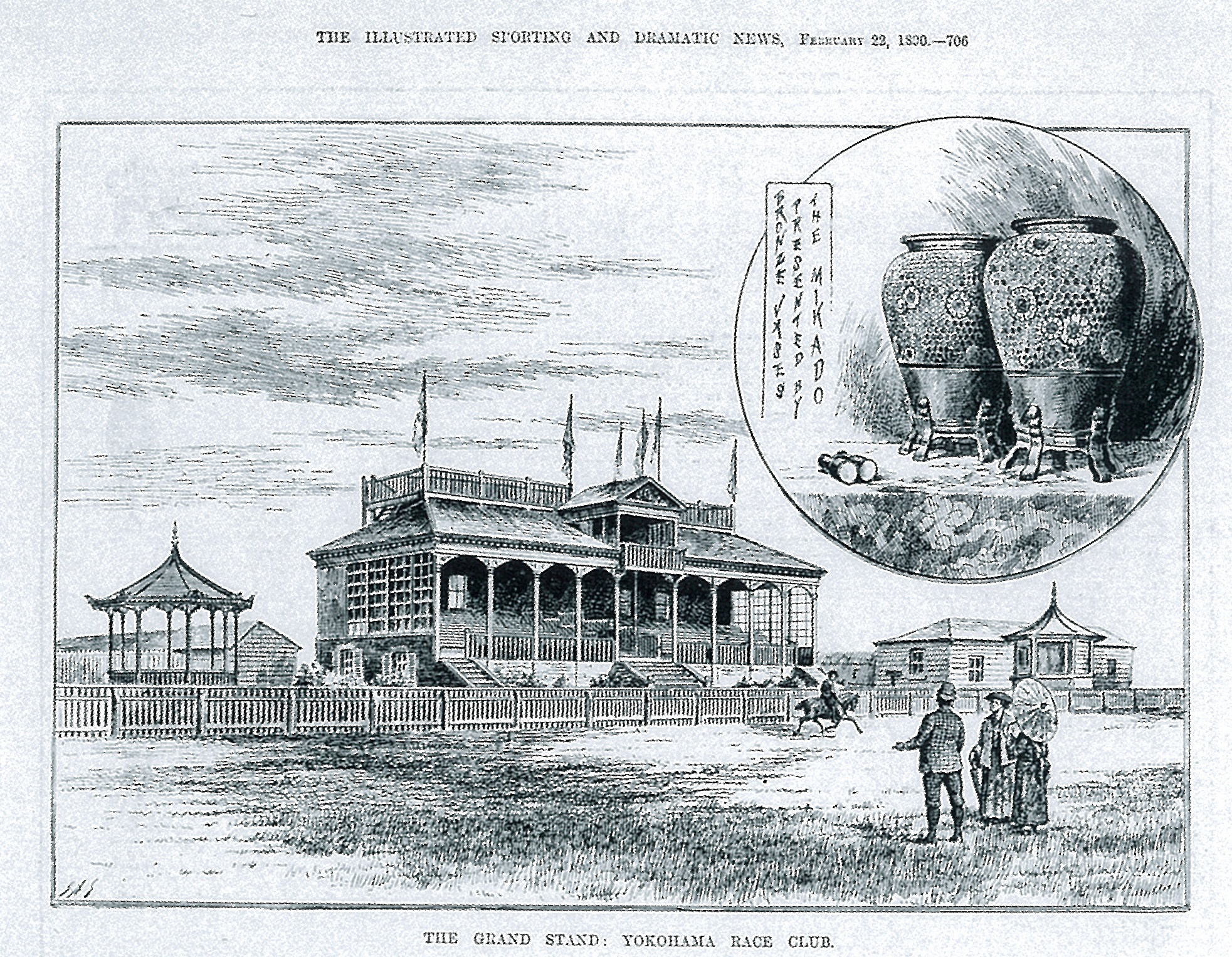
Huvudläktaren 1890.
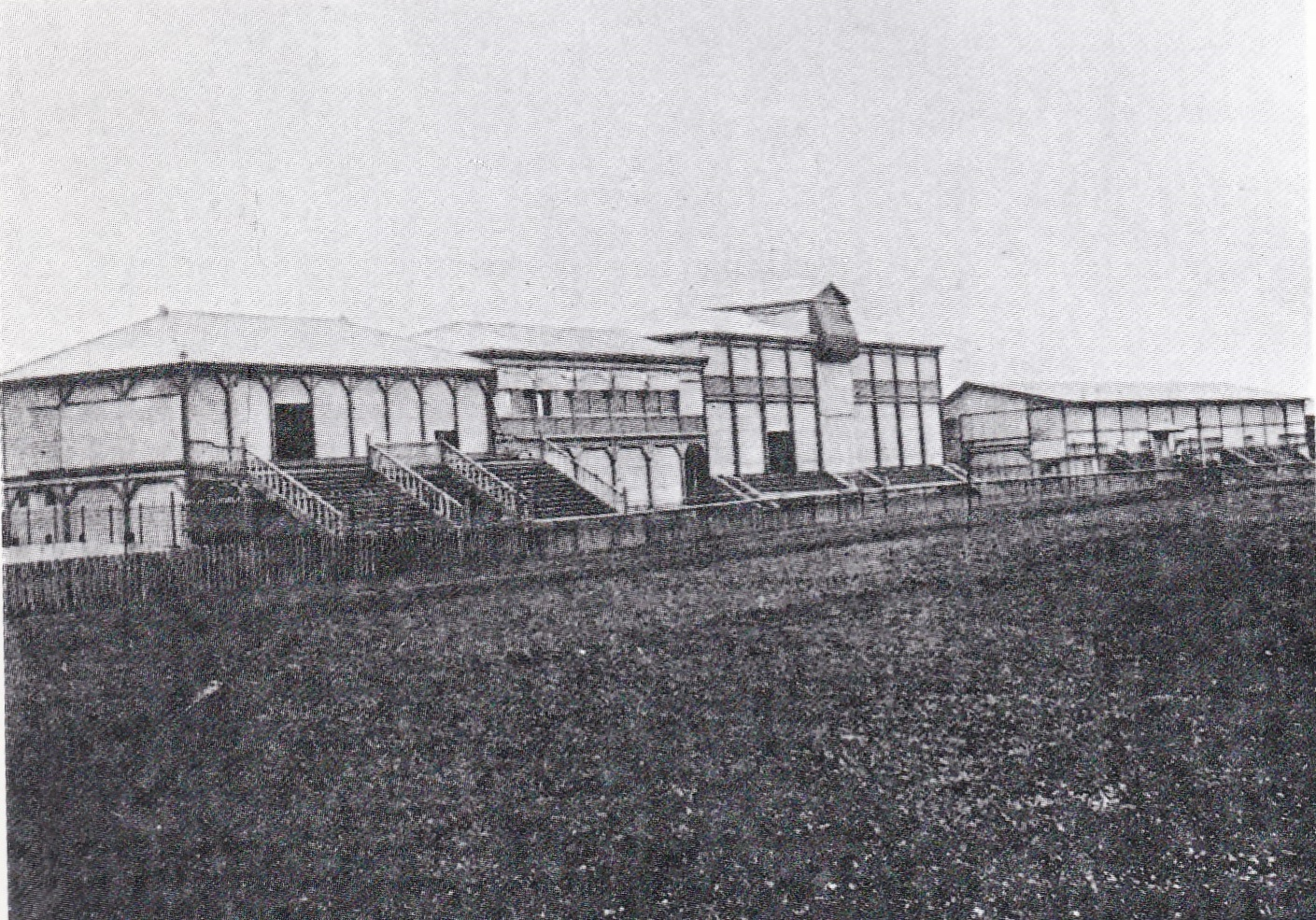
Huvudläktaren 1907.
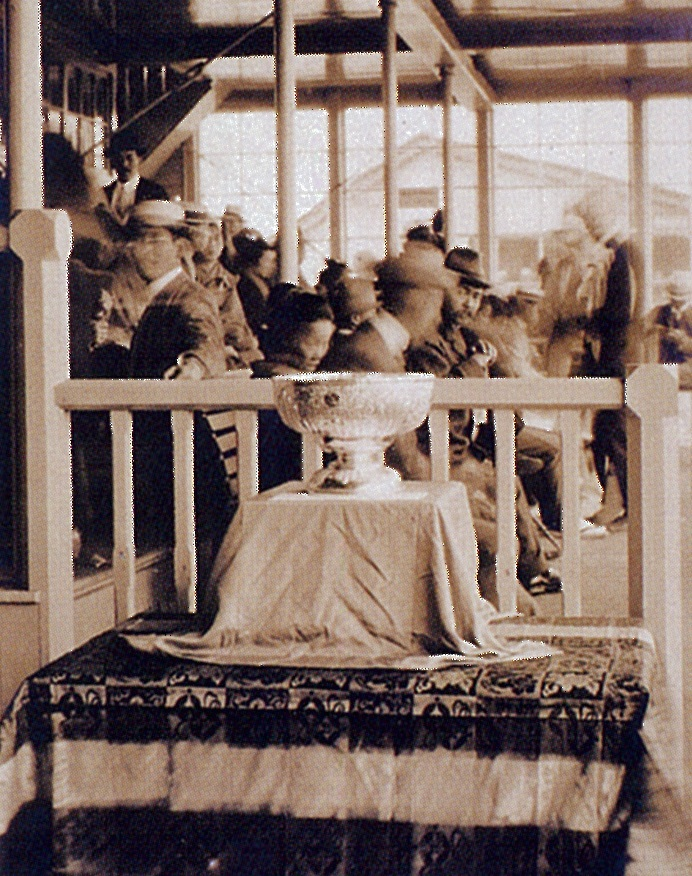
Kejsarpokalen från 1908.
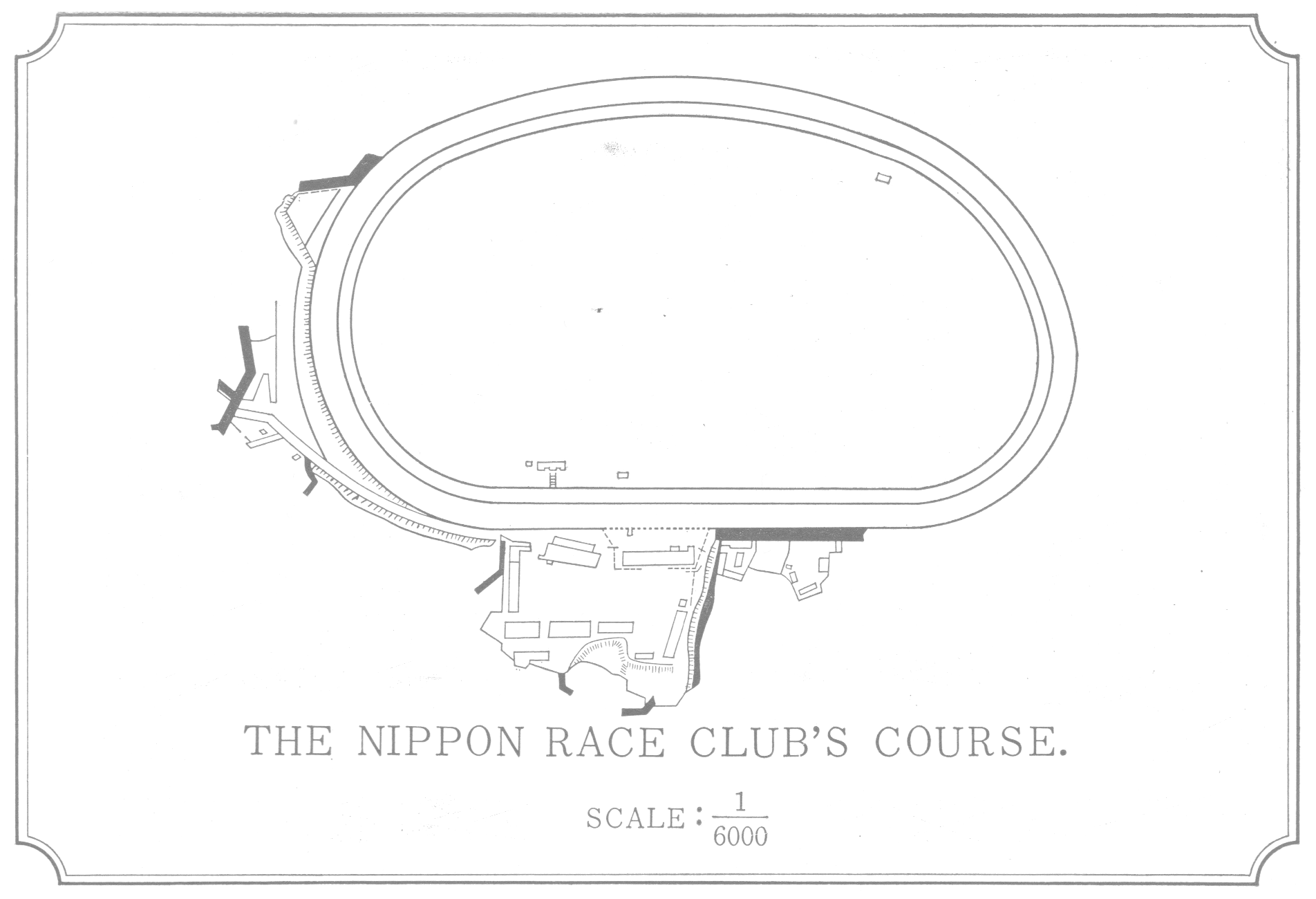
Ritning från 1911/1912 över banans utformning.
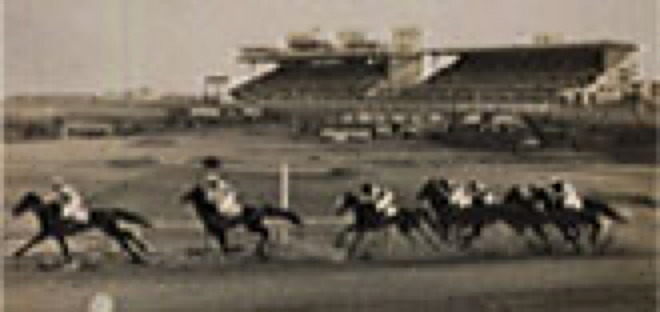
Galopptävling 1934. Huvudläktarens tre torn syns i fonden.
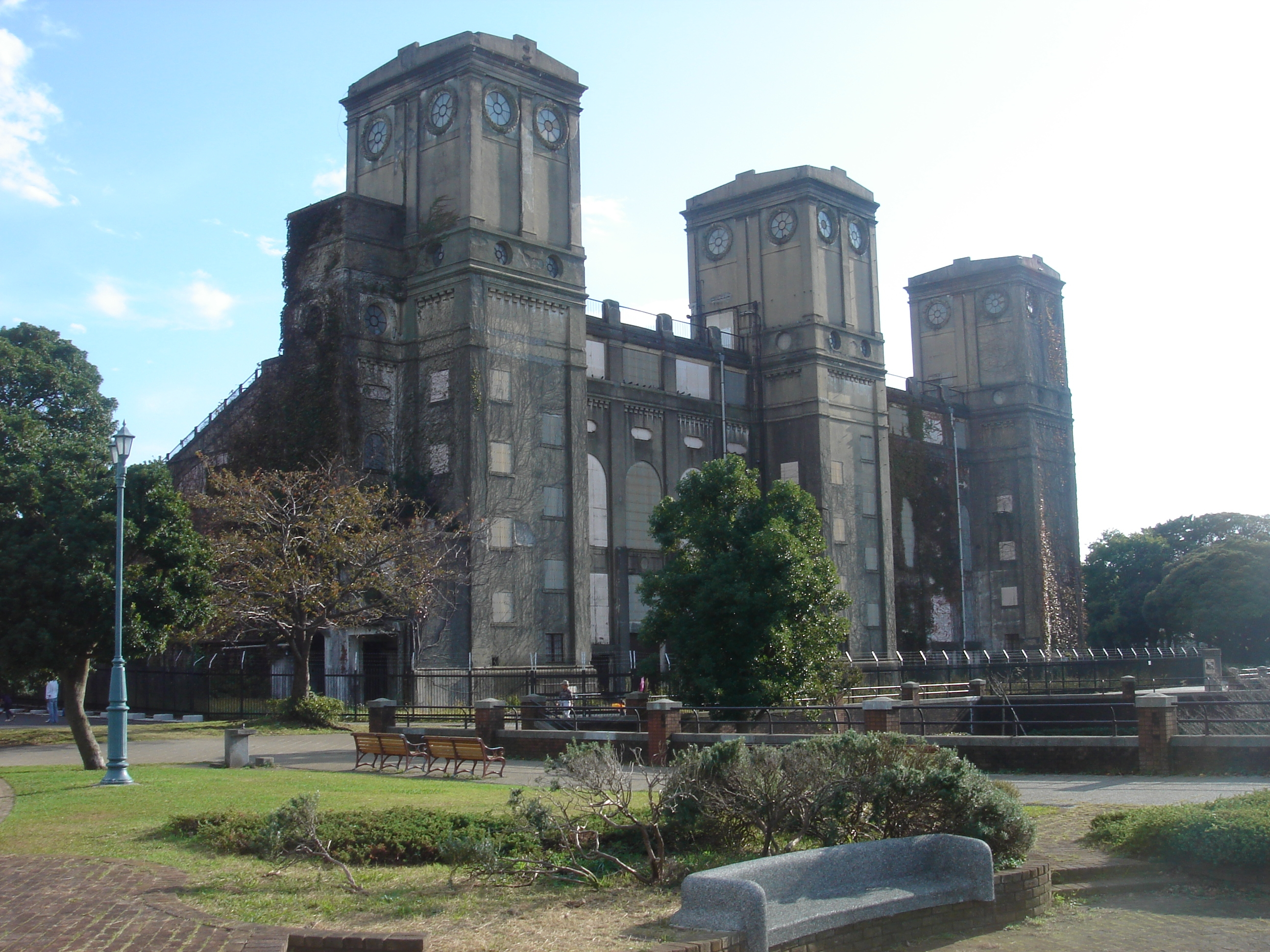
Huvudläktaren rest 1929 (sedd utifrån 2009).